# Порто, Саския
Саския Порто (англ. Sasckya Porto; род. 31 октября 1984 года, Тимбауба, Пернамбуку, Бразилия) — бразильская и американская фотомодель.

## Детство и карьера
Саския Порто родилась 31 октября 1984 года в городе Тимбауба, штат Пернамбуку в Бразилии. Она дочь известного бразильского профессора экономики, бывшего друга президента Луиса Инасиу Лула да Силва. Провела своё детство в городе Кампина-Гранди, играла в волейбол и занималась танцами. В возрасте 15 лет участвовала в местном конкурсе красоты. Эмигрировала в США летом 2001 года и в следующем году выиграла желанный титул Мисс Бразилия США. Саския поступила на факультет маркетинга в Бостонском университете, но после нескольких месяцев решила бросить учёбу, чтобы попытать счастья в качестве модели в Нью-Йорке.
С момента начала своей модельной карьеры, Саския Порто была лицом брендов, таких как Toyota и Canon, рекламировала купальники и нижнее белье фирмы Jieun Play. С ноября 2008 года Порто заключила эксклюзивный контракт с Рене Рофе, модельером элитного нижнего белья, она стала представителем фирмы. В то же время она продолжает сотрудничество с брендами, такими как Pepsi или Pantene.

## Playboy
Саския Порто является одной из немногих супермоделей, которые соглашаются стать девушкой месяца журнала Playboy, как правило ими становятся малоизвестные модели.
В интервью которое было предоставлено Hype Inc, Саския рассказала о своей встрече с редактором журнала Playboy, работающего в Нью-Йорке и ищущего материал для своей колонки «Мода и стиль».
Руководитель отдела в Нью-Йорке посоветовал Саскии пройти отбор для журнала в тот же день. Саския приезжает в Лос-Анджелес, где она встречается с Хью Хефнером который заключает с ней контракт. Саския Порто никогда не объяснила причины, которые привели её к решению принять это предложение.